# Juljan Shehu
Juljan Shehu (ur. 6 września 1998 w Tiranie) – albański piłkarz grający na pozycji defensywnego pomocnika w Widzewie Łódź. Reprezentant kraju.

## Klub

### Początki
Zaczynał karierę w młodzieżowym zespole Partizani Tirana. Następnie trafił do zespołu FC Intrenacional Tirana, w którym grał od 2014 roku, przez 3 lata. Wtedy trafił do Paniliakosu.

### KS Kastrioti
1 lipca 2018 roku trafił do KS Kastrioti. W tym zespole zadebiutował 18 sierpnia 2018 roku w meczu przeciwko KS Luftëtari (0:1 dla Kastrioti). Na boisku spędził 61 minut. Pierwszą asystę zaliczył 23 września 2018 roku w meczu przeciwko KF Laçi (1:1). Asystował przy golu Rogera w 79. minucie. Pierwszego gola strzelił 3 października 2018 roku w meczu przeciwko KF Tirana (2:3 dla klubu ze stolicy Albanii). Do siatki trafił w 81. minucie. Łącznie zagrał 31 meczów, strzelił 4 gole i miał tyle samo asyst.

### KF Laçi
1 lipca 2019 roku został zawodnikiem KF Laçi. W tym klubie zadebiutował 24 sierpnia 2019 roku w meczu przeciwko KF Vllaznia (1:0 dla rywali Shahu). Zagrał całe spotkanie. Pierwszą asystę zaliczył 28 września 2019 roku w meczu przeciwko KS Luftëtari (1:1). Asystował przy golu Kyriana Nwabueze w 96. minucie. Pierwszego gola strzelił 8 grudnia 2019 roku w meczu przeciwko Flamurtari Wlora (3:0 dla Laçi). Do siatki trafił w 48. minucie. Łącznie zagrał 98 meczów, strzelił 9 goli i zaliczył też 9 asyst.

### Widzew Łódź
10 czerwca 2022 roku potwierdzono transfer do Widzewa Łódź, podpisując kontrakt na dwa lata.

## Reprezentacja
Zagrał 7 meczów w reprezentacji U-21. W 2025 zadebiutował w seniorskiej reprezentacji.